# Playa de Colón (San Javier)
La Playa de Colón es una playa localizada en Santiago de la Ribera, dentro del municipio español de San Javier (Región de Murcia), y bañada por las aguas del Mar Menor. 

## Descripción
Situada entre el Club Náutico del municipio de Santiago de la Ribera (San Javier) y la Ciudad del Aire, se trata de una playa con arenas finas y doradas con una longitud de 1000m y un ancho de 30m que permiten disfrutar del Mar Menor durante todo el año. Los accesos a primera línea son numerosos y en buenas condiciones, con escaleras y accesos para minusválidos. Es una de las playas de Santiago de la Ribera con más ocupación de temporada. En 2012 obtuvo la certificación de Bandera Azul.
Es la playa de Santiago de la Ribera que más variedad de servicios ofrece pues en ella se encuentra la escuela náutica donde se puede hacer vela, windsurf y piragüismo, varios chiringuitos y restaurantes, alquiler de embarcaciones, alquiler de hamacas y sombrillas, lavapies, aseo, aparcamiento y zona de sombra para minusválidos, silla anfibia, rampas y personal de apoyo para el baño además de contar de servicio de socorrismo.